# Antoine Michet
Pour les articles homonymes, voir Michet.
Antoine Michet, né le 7 mai 1744 à Villefranche-sur-Saône (Rhône) et mort le 4 avril 1800 dans la même ville, est un homme politique français de la Révolution française.
Michet est juge au tribunal de sa ville natale lorsqu'il est élu député du Rhône-et-Loire, le neuvième sur quinze, à la Convention nationale en septembre 1792.
Il siège sur les bancs de la Gironde. Il vote pour la détention à perpétuité lors du procès de Louis XVI mais rejette le sursis au dernier appel nominal. Il vote en faveur de la mise en accusation de Jean-Paul Marat et en faveur du rétablissement de la Commission des Douze. Il est décrété d'arrestation le 11 juillet 1793 ainsi que ses collègues du Rhône-et-Loire, soupçonnés de pousser Lyon à la rébellion contre la Convention. Il est libéré et réintégré à l'assemblée à la faveur du décret du 18 frimaire an III (8 décembre 1794).

## Famille
Antoine Michet de Varine épouse Jean-Françoise Talon, dont une fille, Delphine qui épousera Camille Olphe-Galliard en 1811, puis Jacques du Peloux de Saint-Romain en secondes noces en 1821.
Propriétaire du château de Grandmont.[Qui ?]